# تور جهانی منشوری
تور جهانی منشوری (به انگلیسی: Prismatic World Tour) سومین تور - کنسرت کیتی پری خواننده و ترانه‌سرای آمریکایی بود که در حمایت از سومین آلبوم او یعنی منشور انجام می‌شد. این تور از ۷ اکتبر ۲۰۱۴ در شهر بلفاست، ایرلند آغاز شد و تا ۱۲ اکتبر ۲۰۱۵ ادامه یافت.
این تور موفقیت بین‌المللی بزرگی یافت و موفق‌ترین تور کیتی پری تاکنون به شمار می‌رود.

## ترانه‌های اجرا شده
این فهرست فقط مربوط به ترانه‌های اجرا شده در لندن در ۳۰ مه ۲۰۱۴ است و برای تمام تور نمی‌باشد.
1. "غرش"
2. "بخشی از من"
3. "کاملاً هوشیار"
4. "این لحظه" / "مرا دوست بدار"
5. "اسب تیره"
6. "ئی.تی"
7. "عاشقان افسانه‌ای"
8. "دختری را بوسیدم"
9. "داغ و سرد"
10. "لبخند بین‌المللی" / "رایج"
11. "به لطف خدا"
12. "آن کسی که ول کرد" / "فکر کردن به تو"
13. "بی قید و شرط"
14. "قدم زدن در هوا"
15. "پای جفتمونه"
16. "این‌جوری انجامش می‌دهیم" / "شب جمعه گذشته (تی‌جی‌آی‌اف)"
17. "رویای نوجوانی"
18. "دختران کالیفرنیا"
19. "زادروز"
20. "آتش‌بازی"

## نگارخانه

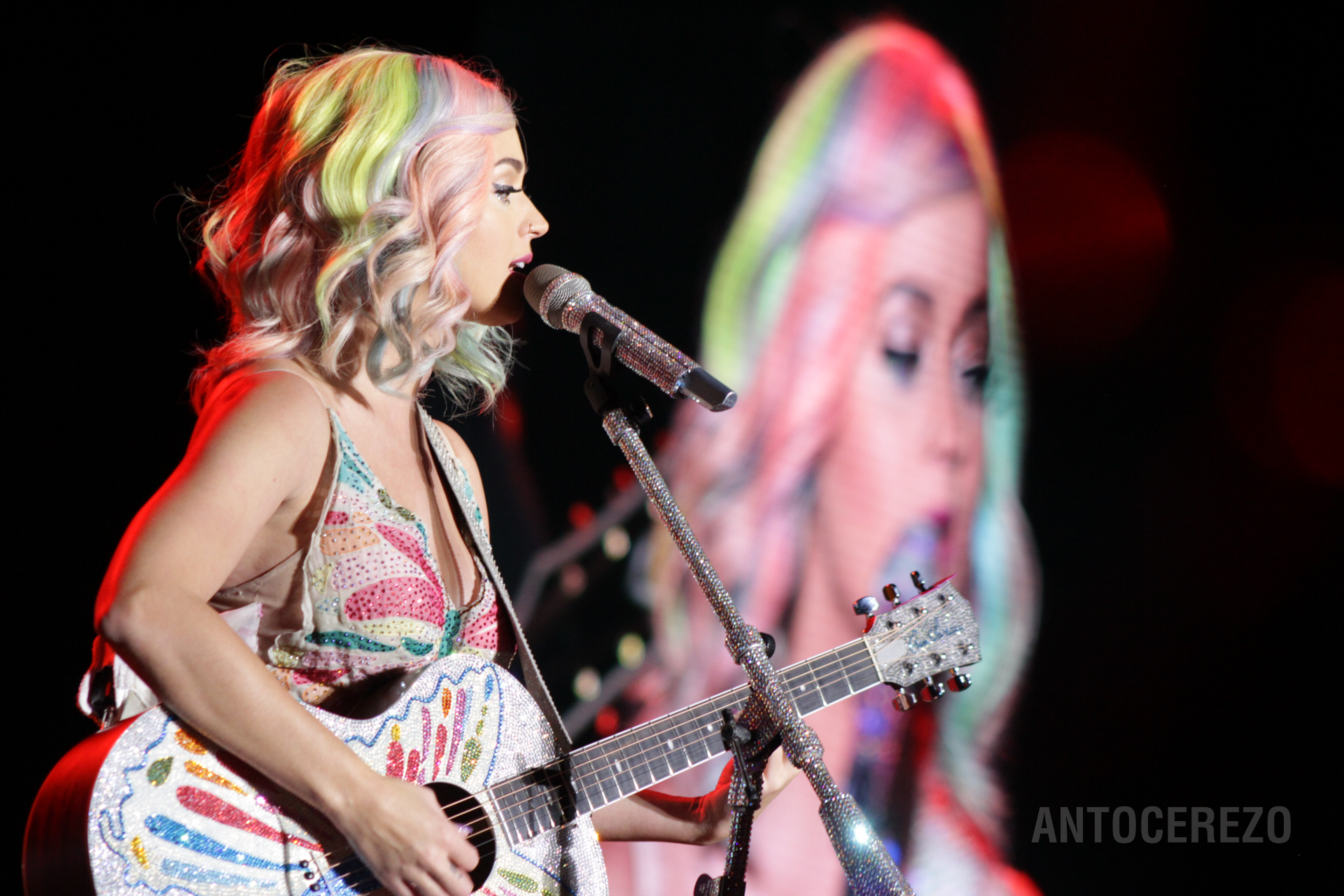
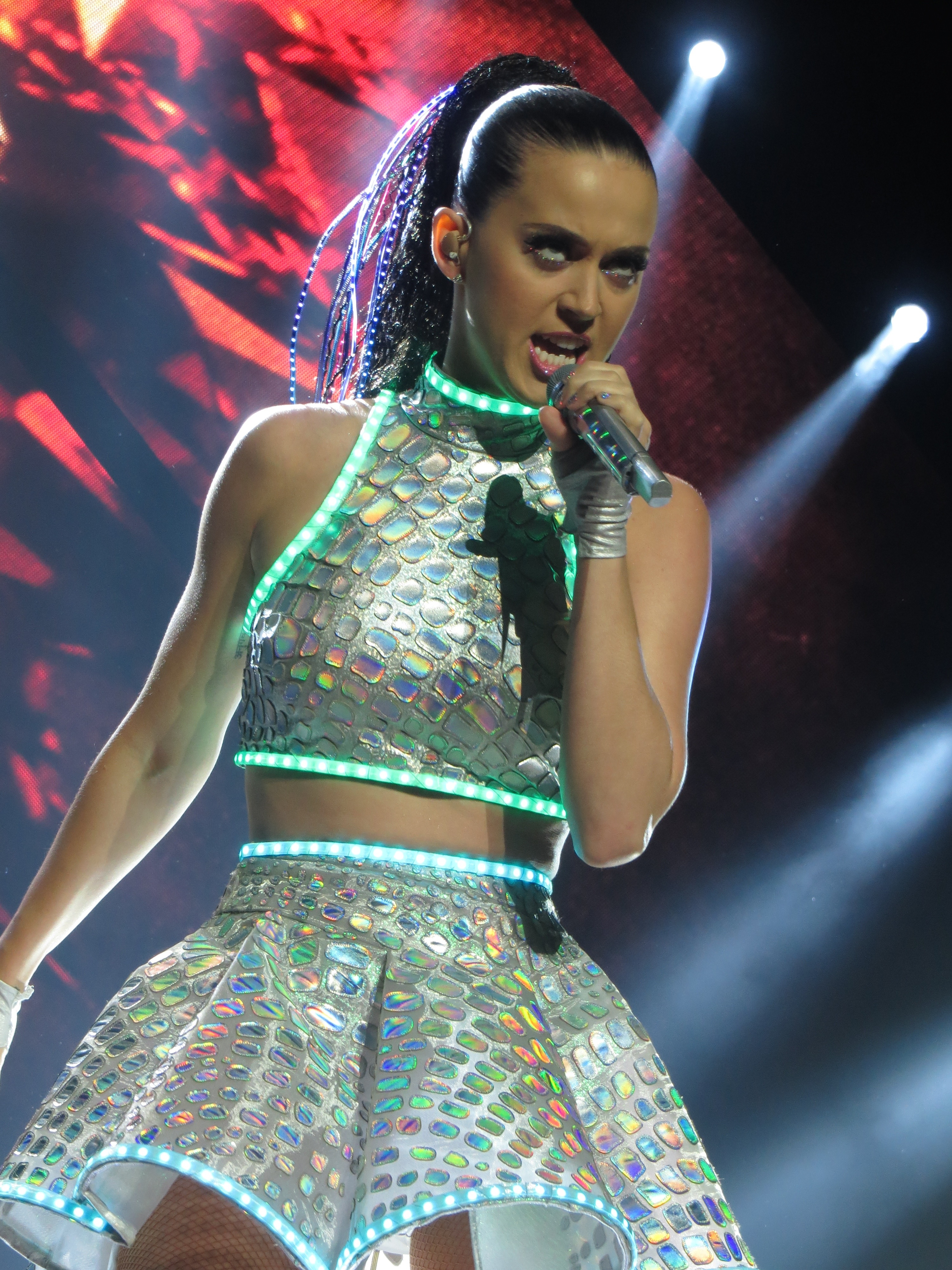
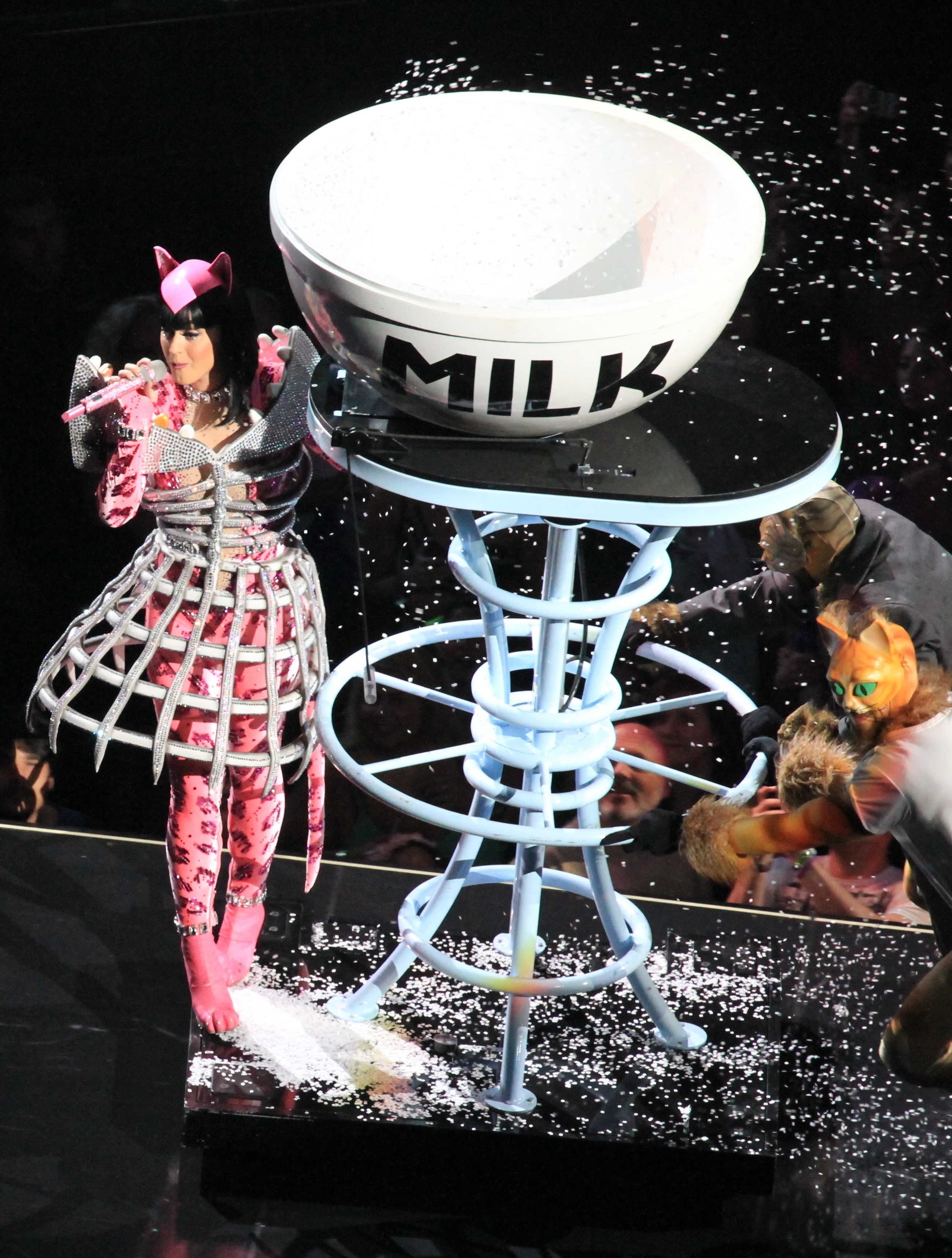
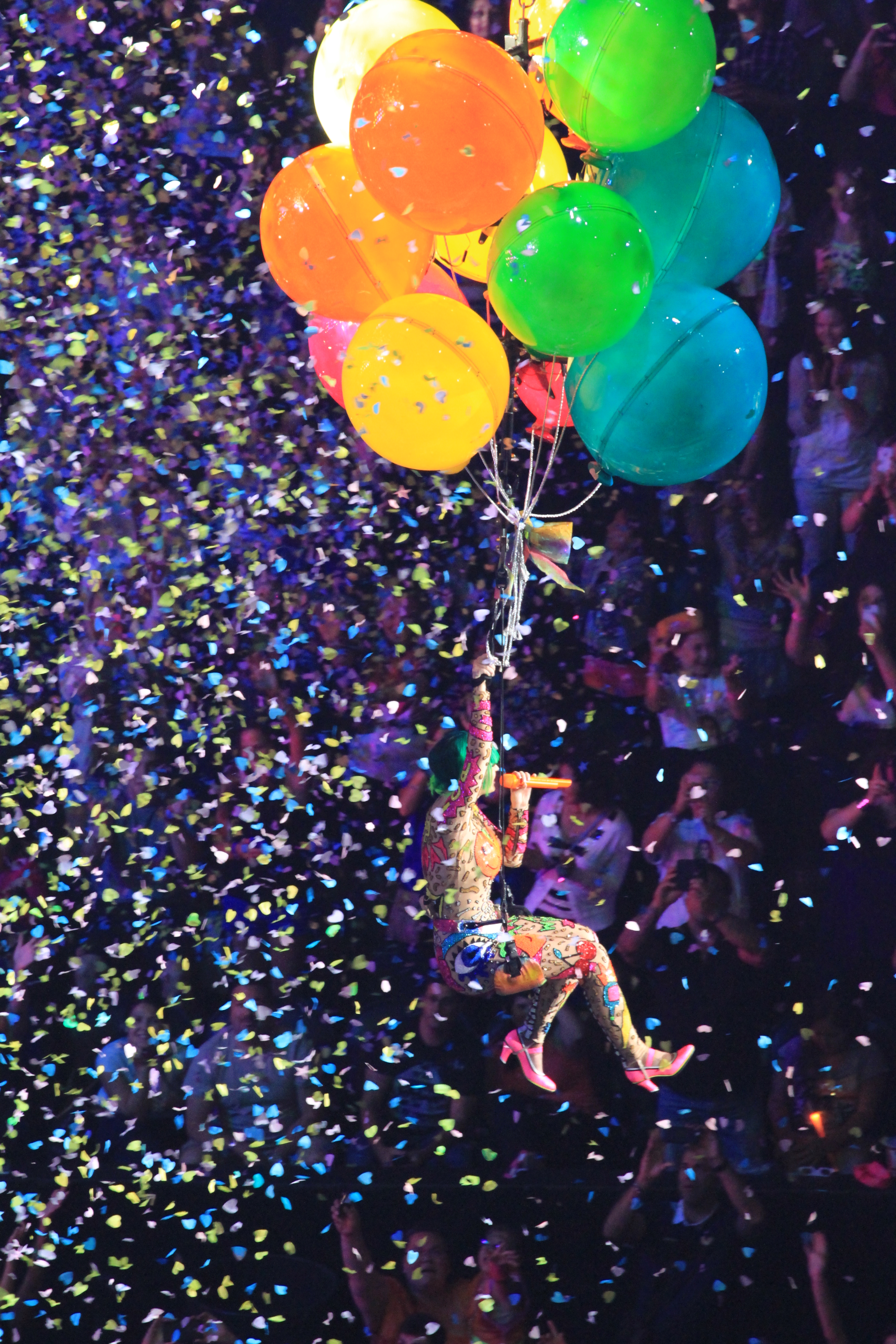
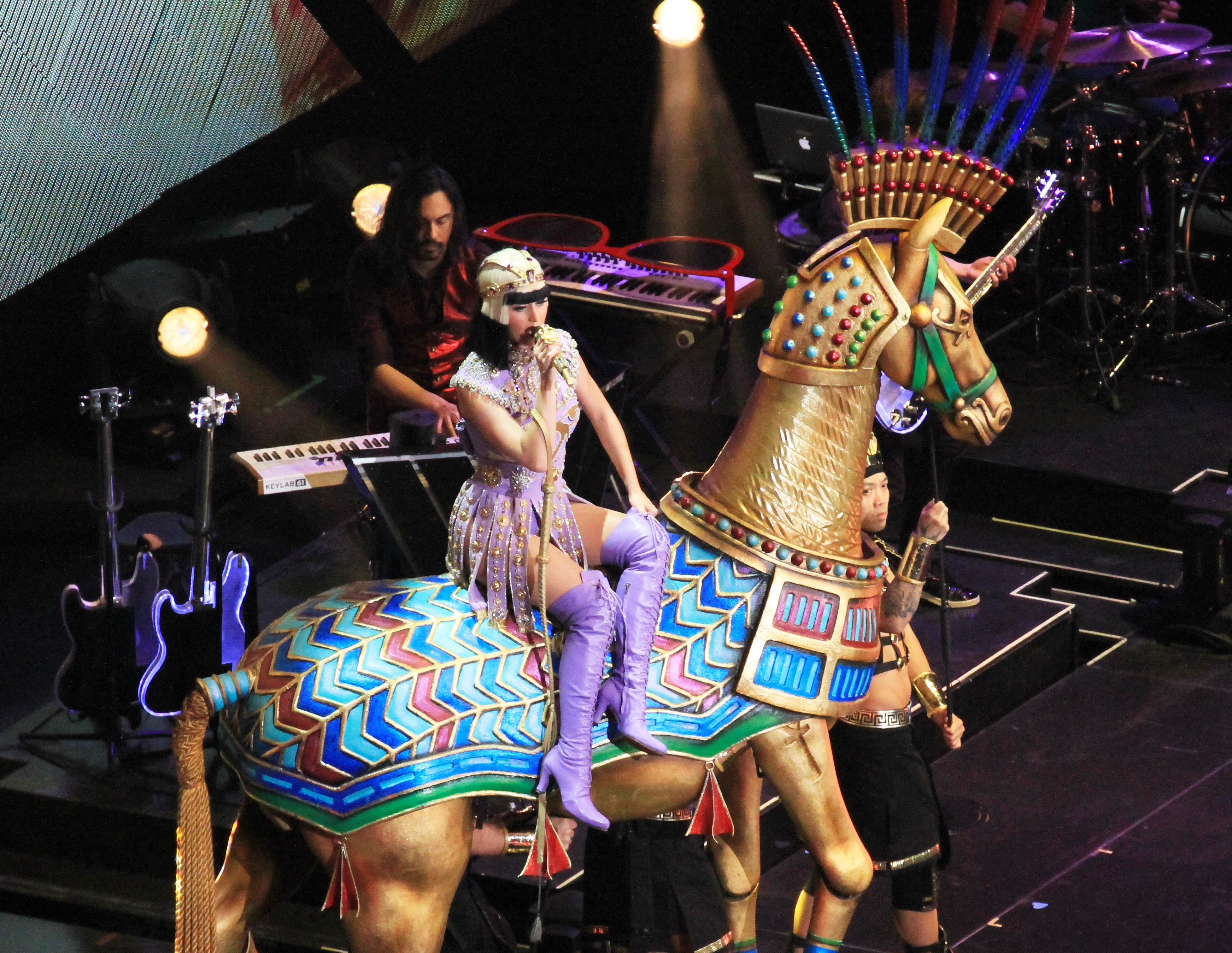
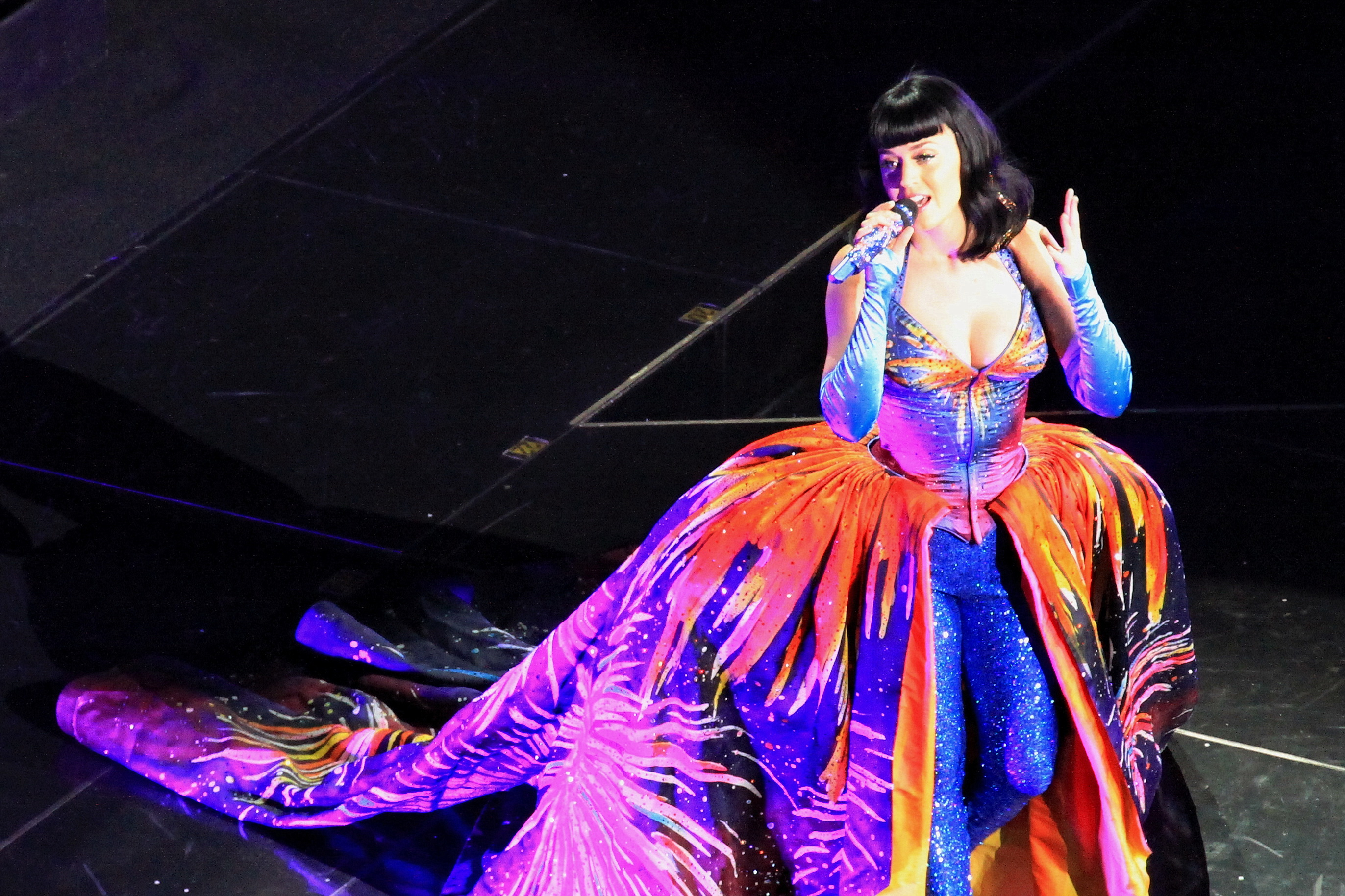
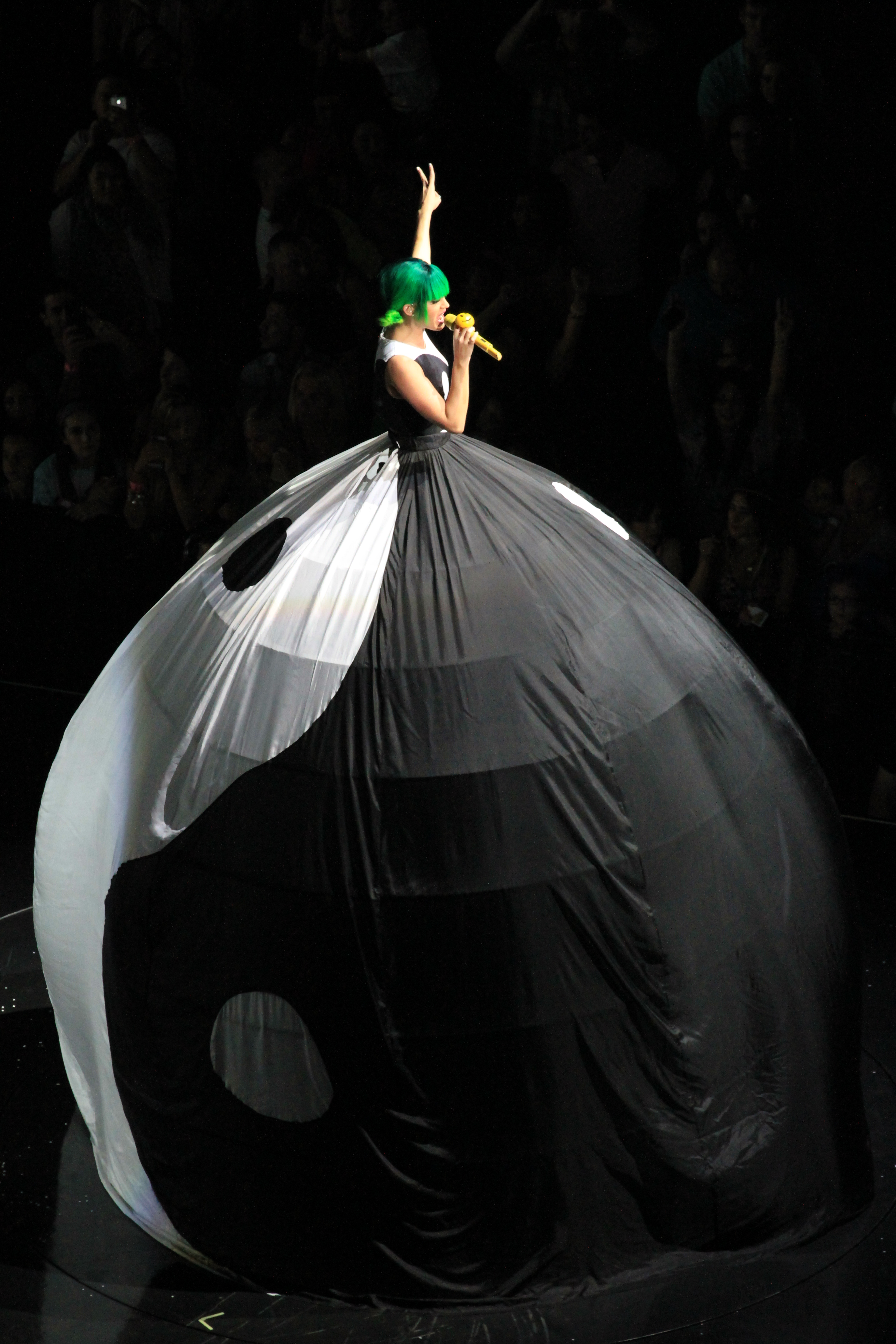
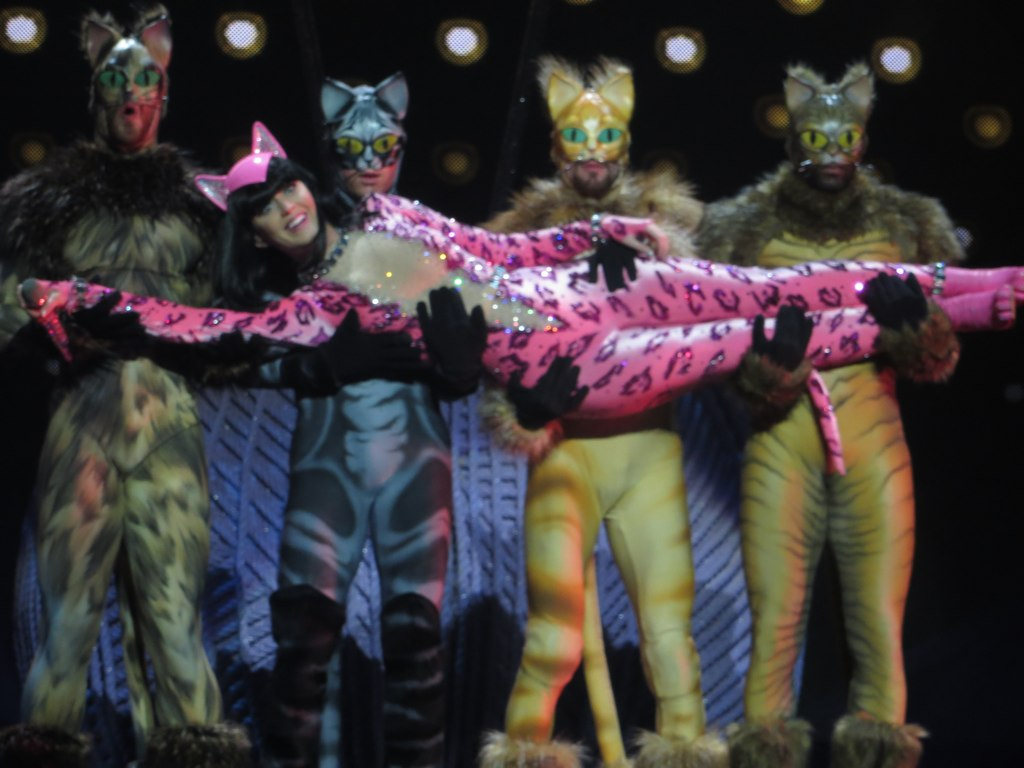
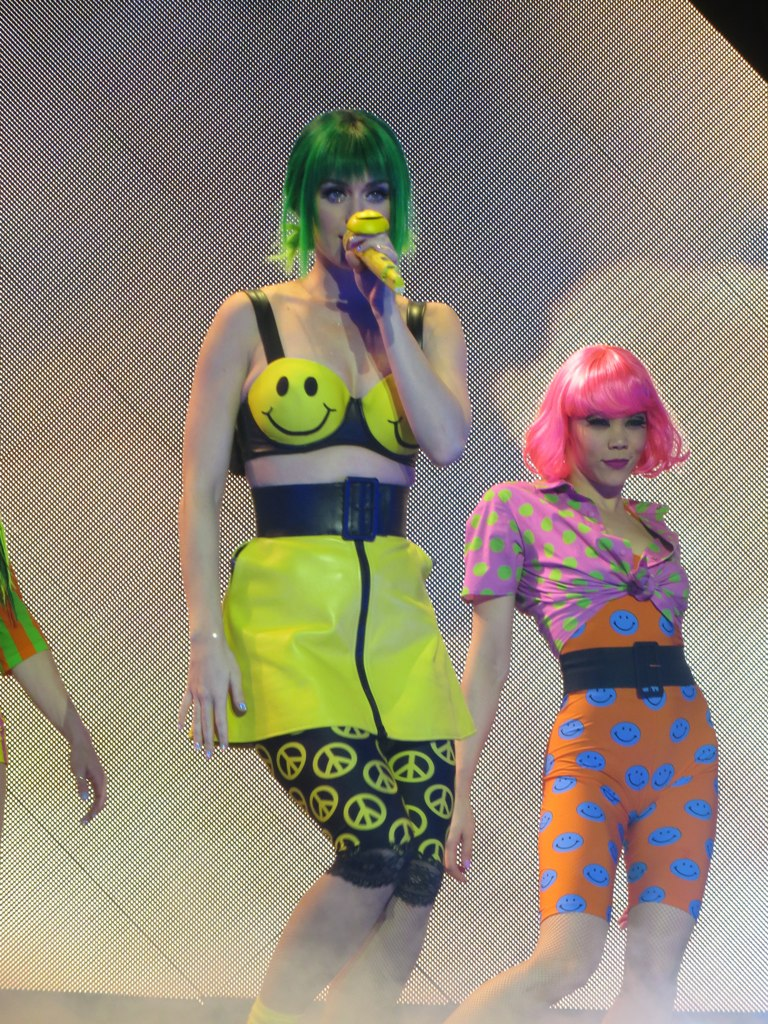
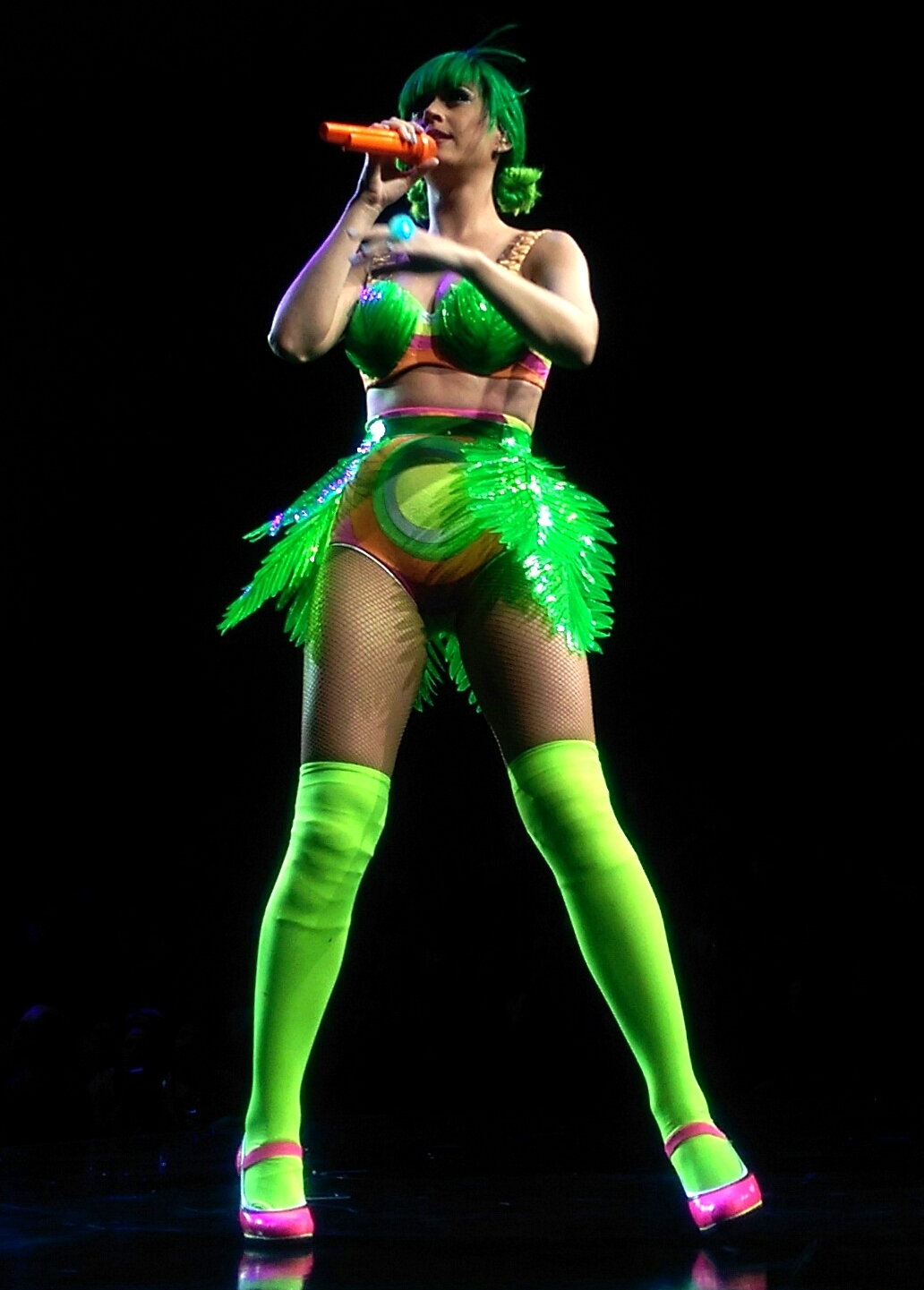